# Ammotrechula boneti
Ammotrechula boneti es una especie de arácnido  del orden Solifugae de la familia Ammotrechidae.

## Distribución geográfica
Se encuentra en México.